# Podolbrzym
Podolbrzymy – gwiazdy jaśniejsze od gwiazd z ciągu głównego, ale nie tak jasne jak prawdziwe olbrzymy. Uważa się, że podolbrzymy już kończą lub właśnie skończyły spalanie wodoru w swoich jądrach i zaczynają rozrastać się aż do stadium olbrzyma.
Podolbrzymy należą do IV klasy jasności, na Diagramie Hertzsprunga-Russela leżą pomiędzy ciągiem olbrzymów a ciągiem karłów. Ich temperatury są niższe, natomiast średnice większe od typowych gwiazd ciągu głównego o zbliżonej do nich masie.